# Dašická kotlina
Dašická kotlina je geomorfologický okrsek ve východní části Pardubické kotliny, ležící v okresech Pardubice, Chrudim a Ústí nad Orlicí v Pardubickém kraji.

## Poloha a sídla

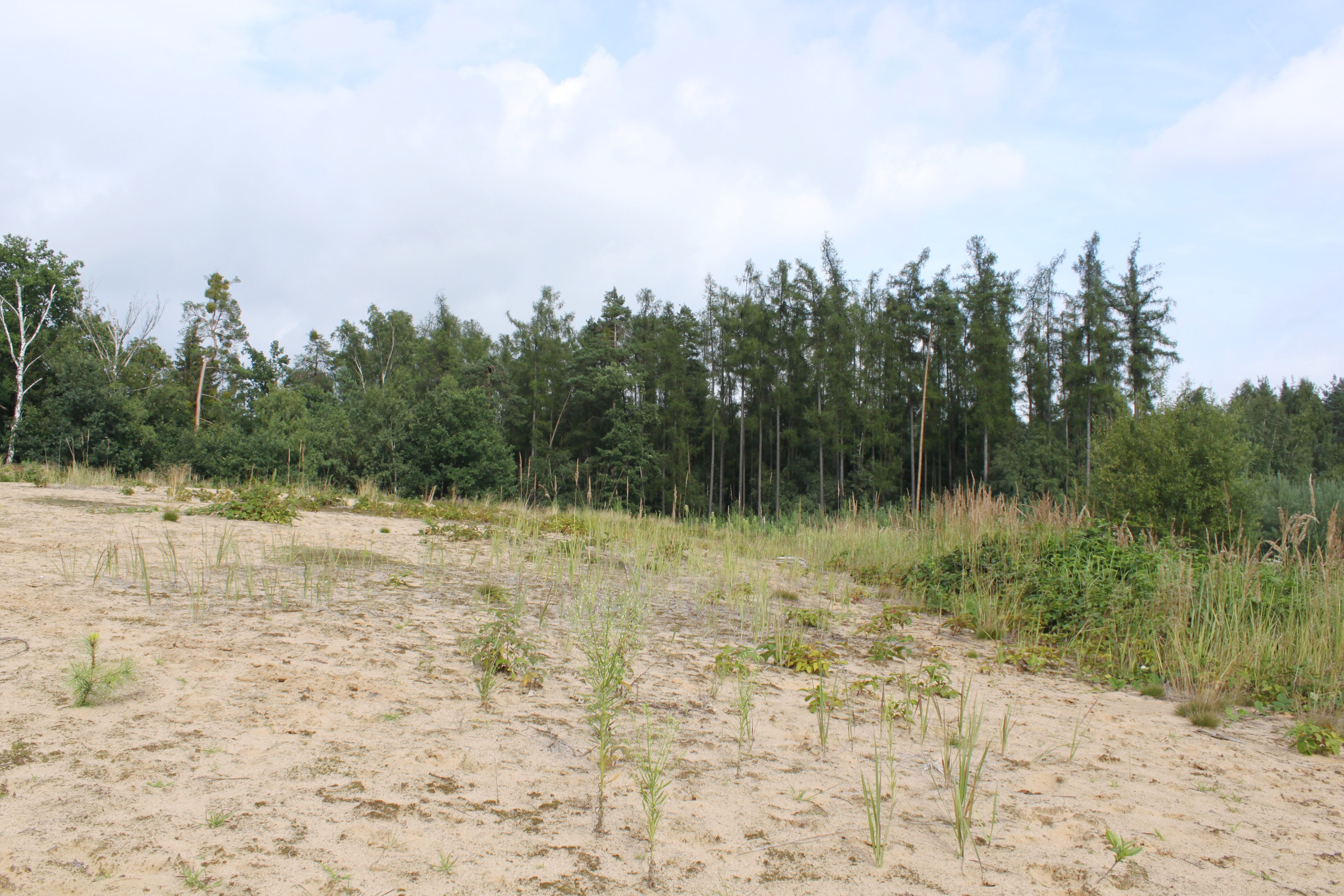
Přesyp Veseckého kopce

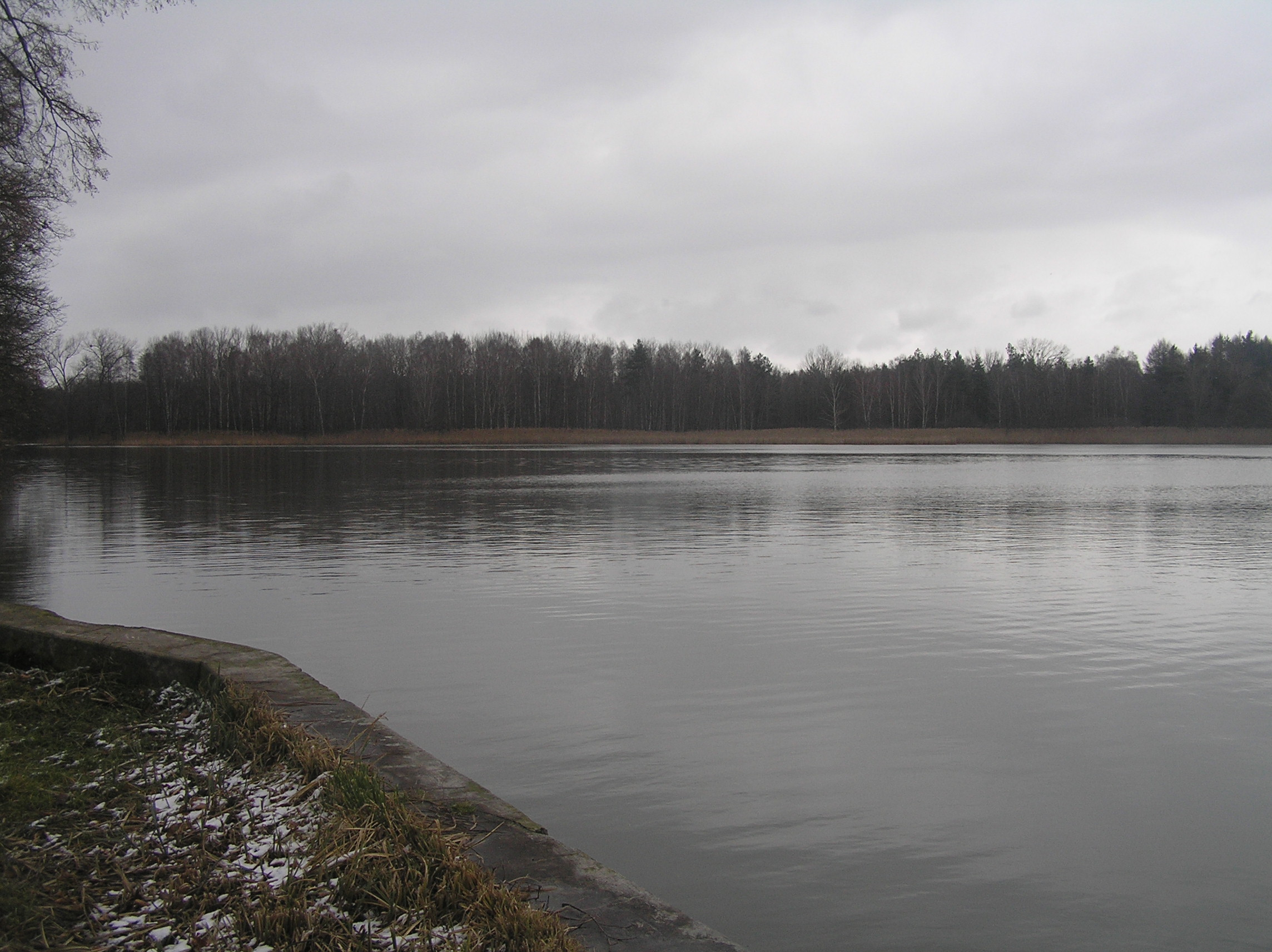
Rybník Lodrant

Území okrsku se nachází zhruba mezi sídly Sezemice (na severozápadě), Holice (na severu), Dobříkov (na východě), Vinary (na jihu) a Pardubice (na západě). Uvnitř okrsku leží titulní město Dašice a větší obce Moravany a Dolní Roveň.

## Geomorfologické členění
Okrsek Dašická kotlina (dle značení Jaromíra Demka VIC–1C–6) náleží do celku Východolabská tabule a podcelku Pardubická kotlina.
Dále se již nečlení.
Kotlina sousedí s dalšími okrsky Východolabské tabule: Východolabská niva na severozápadě, Holická tabule na severu a východě, Nemošická tabule na západě. Dále sousedí s celky Orlická tabule na východě a Svitavská pahorkatina na jihu.

## Významné vrcholy
| název vrcholu | výška (m n. m.) | podřazená jednotka |
| ------------- | --------------- | ------------------ |
| Borek         | 258             | -                  |
| Vesecký kopec | 238             | -                  |

Nejvyšším bodem Dašické kotliny je vrstevnice (275 m n. m.) při východní hranici s Orlickou tabulí.